# Padmasambhava
O Guru Rinpoche (também conhecido por Padmasambhava, Pema Jungne ou Padmakara) nasceu no Reino de Oddiyana, no Noroeste da atual Índia. Pode ser considerado o Buda do Tibete, pois é o fundador da escola Tibetana, ou tântrica, do Budismo. Na tradição tibetana, ele foi uma emanação do Buda Amitaba, prevista pelo Buda Shakyamuni.[carece de fontes?] Ainda a tradição tibetana, a sua vida foi repleta de fatos extraordinários, desde o nascimento em  uma flor de lótus no corpo de um garoto de 8 anos, até manifestações múltiplas de si mesmo, simultaneamente em lugares diversos.[carece de fontes?]
Deu ensinamentos por um longo período a sua consorte e diversos discípulos, deixando preciosas 'jóias' para todos os seres, incluindo os 'termas', ensinamentos secretos e ocultos. Yeshe Tsogyal, sua consorte e discípula, escreveu a sua biografia e relatou eventos paralelos a alguns da vida do Buda Shakyamuni.
Em sua honra é executada a Ngacham de Drametse (dança da máscara dos tambores de Drametse) no Mosteiro Ogyen Tegchok Namdroel Choeling, no distrito de Mongar, Butão Oriental. Este espetáculo é reconhecido pela UNESCO como obra-prima do Património Cultural e Imaterial da Humanidade.

## Oração a Padmasambhava —Prece das Sete Linhas
| Na fronteira noroeste da terra de Orgyen, No coração de pólen de uma flor de lótus, Dotado das mais maravilhosas realizações, Você é conhecido como o Nascido do Lótus, Cercado por um séquito de muitas dakinis. Enquanto pratico, seguindo seus passos, Rogo que se aproxime e conceda as suas bênçãos! Guru Pema Siddhi Hung | Hung orgyen yul gyi nub jang tsam Pema gesar dong po la Yatsen chok gi ngö drup nyé Pema jung né shyé su drak Khor du khandro mangpö kor Khyé kyi jé su dak drup kyi Chin gyi lap chir shek su sol Guru Pema Siddhi Hung |